# Nan (fiume)
Il fiume Nan (in thailandese แม่น้ำน่าน, Maenam Nan) è il più lungo degli affluenti del fiume Chao Phraya, in Thailandia.

## Geografia

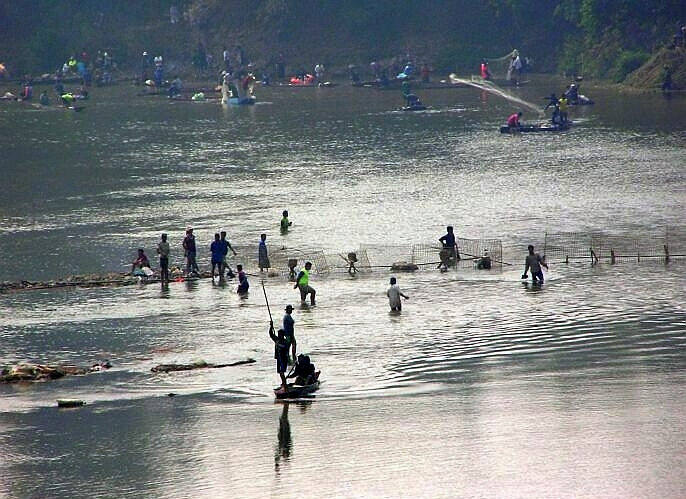
Pescatori sul fiume Nan

Il Nan è lungo 740 km e nasce nell'omonima provincia di Nan, in Thailandia, dalla catena dei monti di Luang Prabang. Scorre poi nelle province di Uttaradit, Phitsanulok e Phichit ed entra nella provincia di Nakhon Sawan. Bagna tutti i capoluoghi di tali province.
Dopo aver ricevuto le acque dei fiumi Wa e Yom, suo principale affluente, il Nan si unisce al fiume Ping nel territorio comunale di Nakhon Sawan, e da questo punto il corso d'acqua prende il nome di Chao Phraya, che scorre per 372 km verso sud bagnando Bangkok, prima di gettarsi nel golfo di Thailandia.
Il bacino idrografico formato dal Chao Phraya, dal Nan, dal Ping e dai loro affluenti costituisce la parte continentale occidentale del paese e ha una superficie di 157.924 km², circa il 35% dell'intero territorio thailandese. Il solo bacino idrografico del Nan e dei suoi affluenti copre un'area di 57.947 km².
Il suolo di gran parte del bacino inferiore del Nan è molto fertile.

## Storia

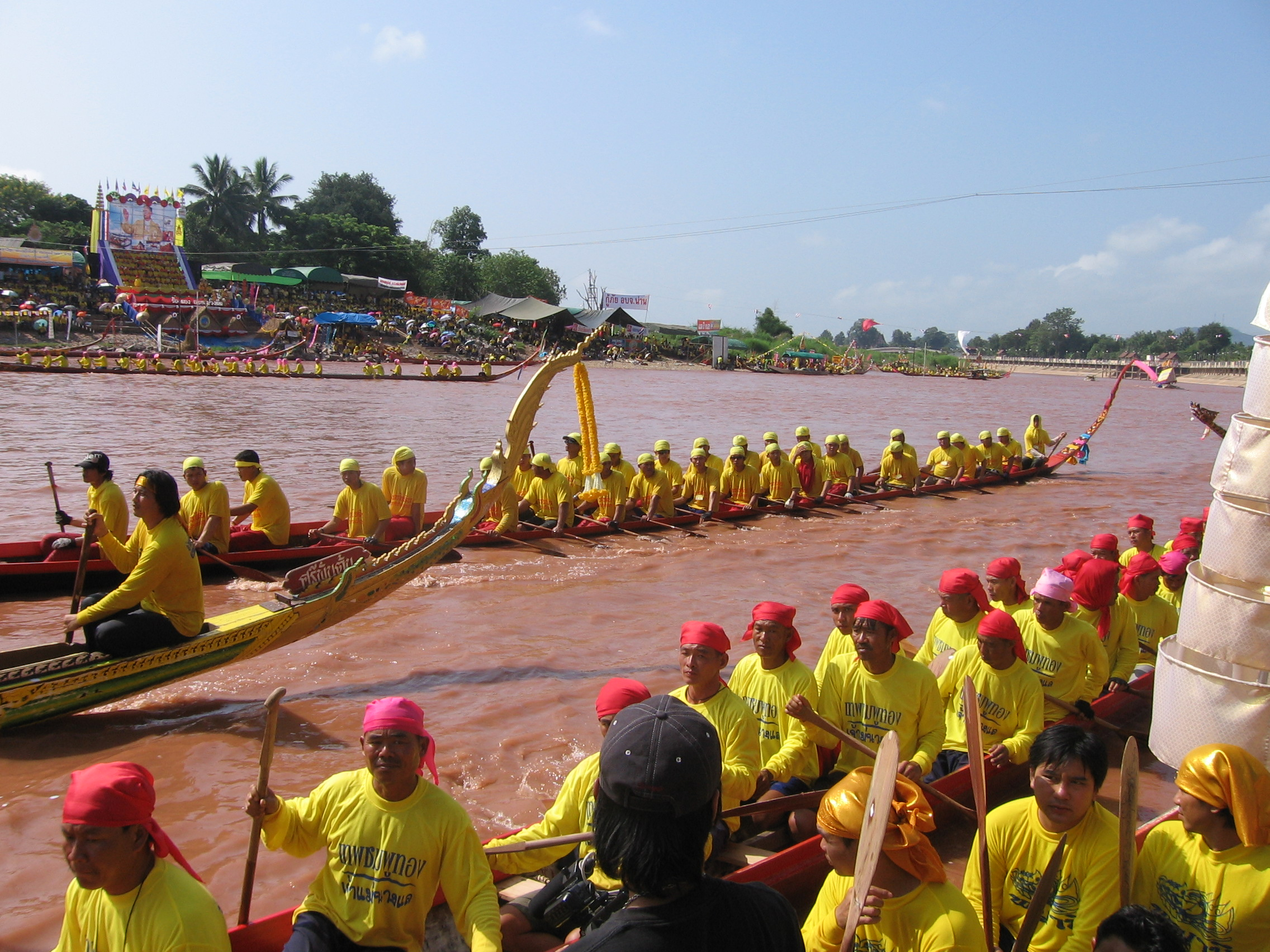
Regata sul Nan

Stanziamenti nella valle del Nan risalenti all'età della pietra sono testimoniati dai reperti archeologici rinvenuti nella provincia di Phitsanulok. Insediamenti sparsi di popolazioni indigene, di probabile etnia mon-khmer provenienti dal sud, sono avvenuti nel periodo in cui iniziò in questa zona la coltura del riso, durante l'età del bronzo.
La successiva ondata migratoria, quella dei popoli tai provenienti dalla Cina meridionale e giunti attraverso le montagne dell'attuale Thailandia settentrionale, costrinse i mon-khmer a spostarsi o a integrarsi con i nuovi arrivati. La lingue tai subirono forti influenze dalla cultura khmer in questa zona e si trasformarono, fino a divenire quelle moderne come la lingua thai, sensibilmente diversa dalle altre lingue e dialetti tai.
I tai apportarono miglioramenti nella coltura del riso, ma nonostante la fertilità del terreno non riuscirono ad espandersi; gli insediamenti rimasero isolati tra loro a causa soprattutto di calamità proprie della zona, quali la malaria e gli animali predatori.
Con l'aumento della popolazione, che fu così in grado di combattere le avversità naturali, nella valle del Nan si formarono i primi agglomerati urbani, che presero a modello la già evoluta Angkor, che era la capitale dell'impero khmer Una delle prime città che sorsero sulle rive del Nan fu Song Khwae, primo nucleo di quella che sarebbe diventata Phitsanulok.

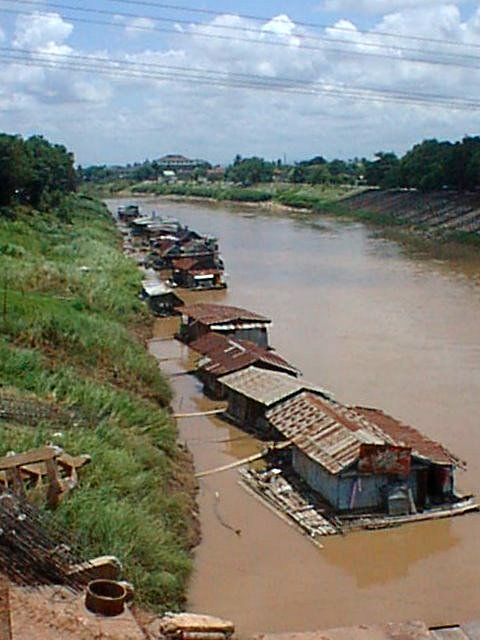
Case galleggianti a Phitsanulok

### Case galleggianti
Una tradizione propria della zona di Phitsanulok sono le case galleggianti lungo il fiume Nan. Da diversi secoli, abitanti della città vivono e si spostano su questi barconi attrezzati. Esiste anche un museo galleggiante, che permette ai turisti di vivere in prima persona l'esperienza legata a questa tradizione culturale.

### Diga di Naresuan
La diga di Naresuan, che prende il nome dall'omonimo re nativo di Phitsanulok, fu costruita a nord di tale città sul Nan tra il 1976 ed il 1985, come parte del progetto d'irrigazione di Phitsanulok.